# 米高·阿朗素
米高·阿朗素·奥拉诺（西班牙語：Mikel Alonso Olano，1980年5月16日—），出生於西班牙托洛薩，是一名西班牙巴斯克人足球運動員，司職中場，已退役。

## 生平
米高·阿朗素與其弟弟沙比·阿朗素一同出身西甲球會皇家蘇斯達，曾被借用效力紐文西亞和保頓。為皇家蘇斯達上陣超過100場後，於2008年夏季球會買斷其餘下合約並遭放棄。米高·阿朗素直到2009年1月才加盟西乙的特內里費，並協助球會升班西甲，但僅一季後即降班返回西乙，而且更於2011年連續兩季降班到西乙二。
2011年6月23日米高·阿朗素加盟英甲球會查爾頓。一年後，米高在沒有在聯賽上場的情況下離開球隊。
2014年,在2年沒有加入任何職業球隊後,米高·阿朗素跟西乙二的皇家伊倫聯簽下合約。

## 外部連結
- 足球数据库：米高·阿朗素的球员统计数据